# Joan Sales
Joan Sales i Vallès (Barcelona, 19 de novembro de 1912 — 12 de novembro de 1983) foi um escritor, poeta, tradutor e editor espanhol, considerado um dos principais autores da literatura catalã do século XX. Sua obra mais conhecida é o romance Incerta Glòria, pela qual recebeu o Prêmio Joanot Martorell de 1955.

## Biografia
Foi militante do  Partido Comunista Catalão e do Bloc Obrer i Camperol, que abandonou em junho de 1934. Depois da Guerra Civil espanhola e durante o período do franquismo, se exilou na República Dominicana e no México, onde escreveu Quaderns de l’exili (1943-1947).
Em 15 de junho de 1982, recebeu a Creu de Sant Jordi.
Em 6 de junho de 2012, a Generalidade da Catalunha e a prefeitura de Barcelona comemoraram o centenário de nascimento de Joan Sales com um ano de eventos e homenagens.

## Obras
- 1950 Rondalles escollides de Guimerà, Casaponce i Alcover (ilustrações de Elvira Elias)
- 1951 Rondalles gironines i valencianes (ilustrações de Elvira Elias)
- 1952 Rondalles d'ahir i avui (ilustrações de Montserrat Casanova)
- 1952 Viatge d'un moribund
- 1953 Rondalles escollides de Ramon Llull, Mistral i Verdaguer (ilustrações de Elvira Elias, prólogo de Carles Riba)
- 1956 Incerta Glòria
- 1969 Incerta Glòria (sem censura, revisada e ampliada)
- 1972 En Tirant lo Blanc a Grècia, òpera bufa
- 1976 Cartes a Màrius Torres
- 1983 El vent de nit
- 1986 Cartes de la guerra